# 陈珪 (东汉)
陳珪（2世紀—？），字漢瑜，徐州下邳郡淮浦縣（今江蘇省漣水縣）人。東漢末年的官僚，廣漢太守陳亹之孫，太尉陳球侄子，吳郡太守陳瑀、汝陰太守陳琮的堂兄，陳登、陳應之父。曾任沛相。

## 生平
出身徐州望族陳姓士族子弟，徐州刺史陶谦驱逐沛相袁忠，以陈珪为沛相。曾對抗進犯袁術對徐州的攻勢，呂布入主徐州之後，遇見呂布時認為他不適合並洞悉其缺點。袁術欲以聯婚與呂布結為親家盟友，陳珪從中作梗阻礙使其未果。
建安二年（197年），袁術稱帝於淮南，自稱「仲家」，以九江太守為淮南尹，置三公六卿及百官，郊祀天地。袁術挾持陳珪子欲使陳珪相助未果。
袁術欲結呂布為援，乃為子索呂布女，呂布允許。袁術遣使韓胤以稱帝告訴呂布，並求迎婦。沛相陳珪恐怕袁術、呂布結為親家，則徐州、揚州合從，將為國難，於是陳珪往說服呂布。呂布亦怨袁術當初不助己，女已在路途中，追還拒婚，械送韓胤，在許都斬首。
袁術怒呂布殺韓胤，遣其大將張勳、橋蕤、韓暹與楊奉聯合起兵，步騎數萬，七道攻呂布。呂布當時兵只有三千，四百匹馬，懼其不敵，謂陳珪曰：「袁術軍來攻，因你而起，應該如何對策？」陳珪：「韓暹、楊奉與袁術，烏合之眾。無謀小果斷，相信不能維持。吾子陳登去策劃離間，立即可分離他們。」呂布用陳珪策略，與韓暹、楊奉書信曰：「二將軍親拔大駕，而呂布手殺董卓，俱立功名，當垂竹帛。今袁術造逆，宜共誅討，柰何與賊（袁術）來攻伐呂布？現在應該同心合力攻破袁術，為國除害，建功於天下，此時，機不可失。」並以軍資相助，韓暹、楊奉收信後大喜，與呂布共擊張勳等於下邳，大破之。當時曹操攻打袁術，袁術聞曹操親征，棄軍逃走回淮南，留其將橋蕤、李豐、梁綱、樂就；曹操將于禁生擒的橋蕤等四將，全部斬首。餘眾潰走，其所殺傷、墯水死者殆盡。
後來陳珪派陳登到曹操處，當呂布出兵迎擊曹操，陳珪在駐守徐州之際，乘機將徐州城獻給曹操。後被曹操加封中二千石。
陈珪次子陈应曾被袁术挟持为质，后无记载，可能被害。陈珪三子曾被吕布挟为人质，但被吕布手下刺史张弘所救。

## 家族

### 伯父
- 陳球，字伯真，廣漢太守。少涉儒學，善律令。歷任光祿大夫、永樂少府，官至太尉。

### 堂弟
- 陳瑀，字公瑋，陳球長子，吳郡太守、安東將軍，與嚴虎聯合抗孫策遭遇大敗，北奔冀州歸附袁紹，袁紹授以故安都尉。
- 陳琮，字公琰，陳球次子，汝陰太守，其兄陳瑀與袁術交惡，公琰請和於術，為術所執。

### 子
- 陳登
- 陳應
- 第三子，名不詳，曾為呂布質，後有布刺奸張弘釋放回陳登處。

## 评价
- 陈普：“元龙父子二人耳，贤於曹公十万师。吕布就擒公路死，都在劝回新妇时。”
- 李贽： “陈珪父子，弄吕布如婴儿，可怜吕布全不知也。”
- 王夫之：“嵩之欲诣许也迫，而固持之以缓，其与表约曰：‘守天子之命，义不得为将军死。’先为自免之计，以玩弄表于股掌之上，坚辞不行，而待表之相强，得志以归，面折表而表不能杀，亦陈珪之故智，而嵩持之也尤坚。表愚而人去之，操巧而人归之，以中二千石广陵守遂珪之志，以侍中零陵守遂嵩之志，珪与嵩之计得，而吕布、刘表之危亡系之矣。二子者，险人之尤也，岂得以归汉为忠而予之！”

## 影视
- 中國中央電視台電視劇《三國演義》（1994年）：纽茶亮
- 中國北京電現台電視劇 三國(2000年)